# Itom

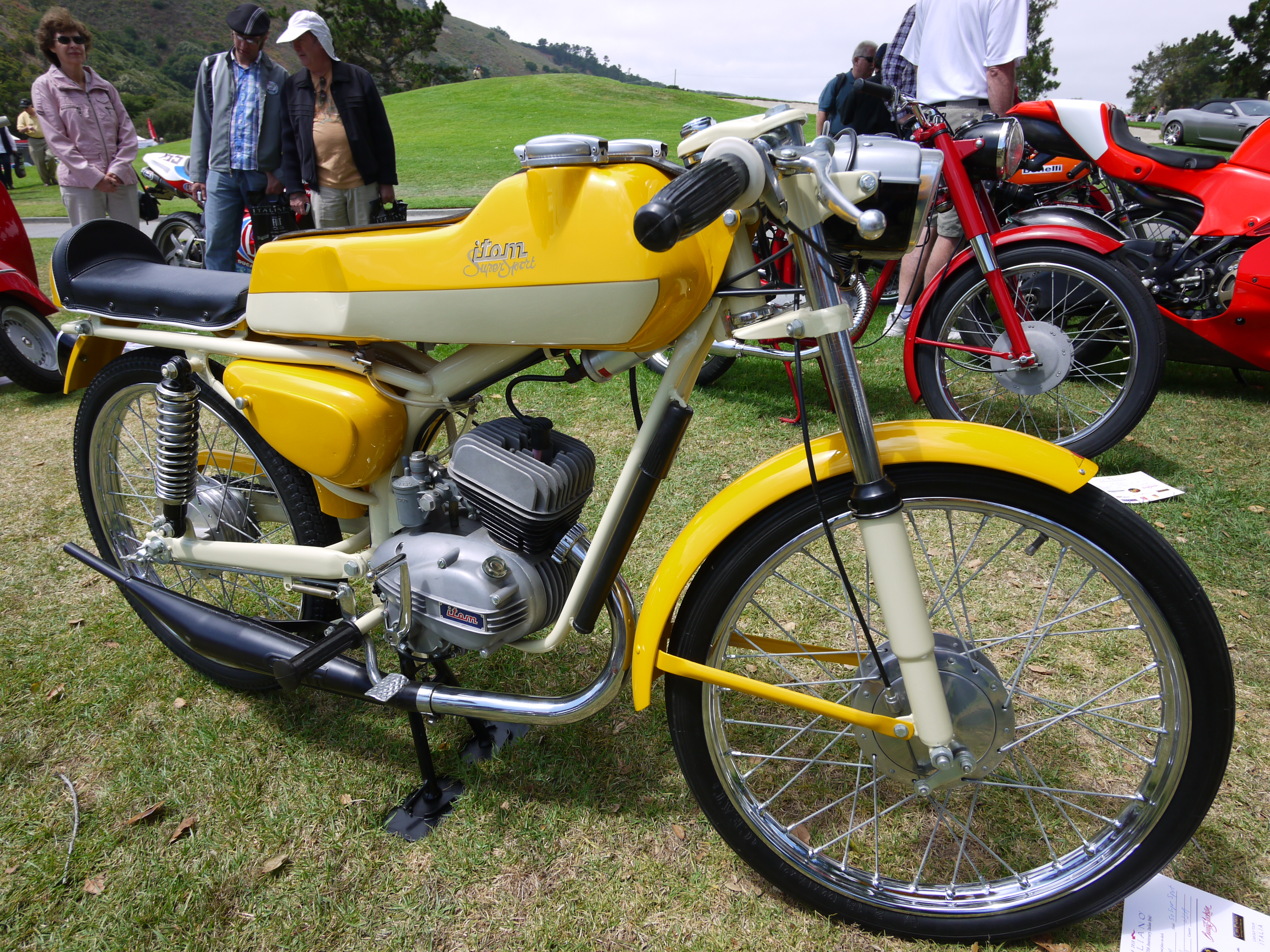

Itom is een Italiaans historisch merk van motorfietsen.
De bedrijfsnaam was: I.TO.M. S.r.L, Industria Torinese Meccanica, later Itom Motor, I.M.S.A. S.a.s, Sant'Ambrogio di Torino

## Hulpmotoren
Corrado Corradi produceerde aanvankelijk auto-onderdelen en -accessoires, maar in 1944 leverde zijn bedrijf al een clip-on motor die het achterwiel van een fiets kon aandrijven. Waarschijnlijk kwam het blokje van OMB. In 1945 volgde een serie 60cc-hulpmotoren met twee versnellingen die bij de trapperas in een fiets gemonteerd konden worden. In 1947 volgden de modellen Sirio met naast het achterwiel gemonteerde motor en het model Itom met een bracketmotor. De Sirio had een handgeschakelde tweeversnellingsbak, de Itom had voetschakeling. Beide modellen hadden een swingarm-achtervering en haalden 50 km/uur. In 1948 verscheen de MP, een 48cc-hulpmotor met rolaandrijving op het achterwiel. De FM 48 had ook een 48cc-motor, maar die dreef het voorwiel aan en werd compleet met voorvork geleverd om in fietsen te worden gemonteerd. In 1951 kwam de Itom Tourist op de markt, opnieuw een hulpmotor, die onder de trapperas lag en rolaandrijving had. Deze Tourist werd in Italië bijzonder populair. De MP 58 uit 1952 was vergelijkbaar, maar werd ook buiten Italië verkocht. In Nederland werd het blokje toegepast door Batavus, Union en Germaan. In hetzelfde jaar verscheen de bromfiets Itom Alba MTR 48, nog steeds met rolaandrijving op het achterwiel. 

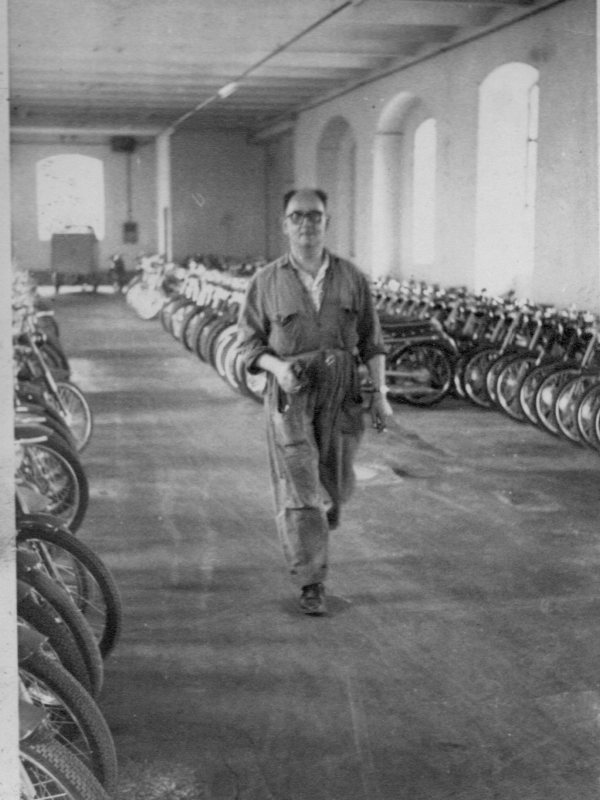
De geassembleerde bromfietsen in de fabriek in Sant'Ambrogio di Torino in 1960

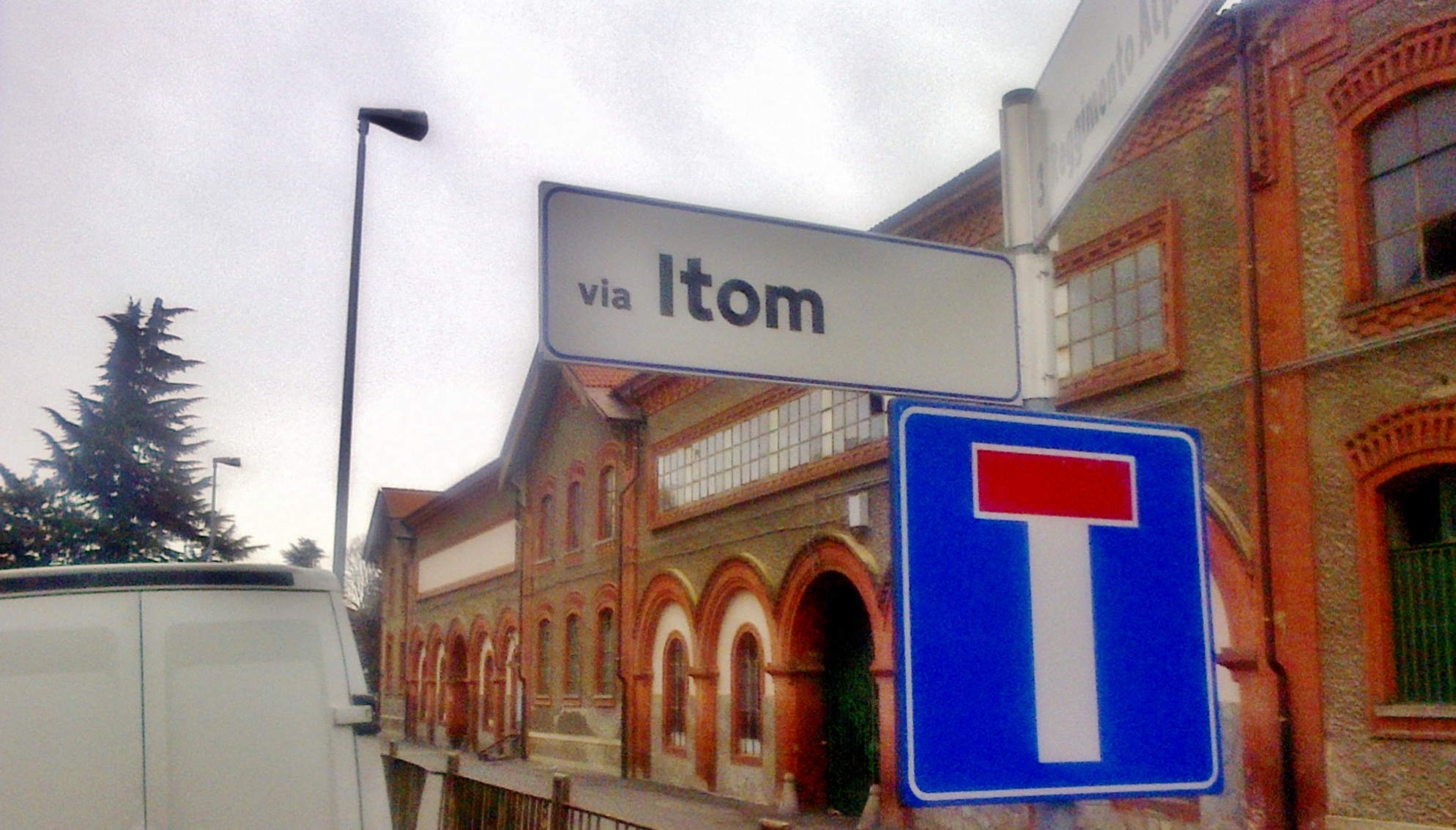
Via Itom in Sant'Ambrogio di Torino

## Bromfietsen
In 1955 verscheen de eerste echte bromfiets, de Itom Astor, een vlot en modern model met kettingaandrijving en drie versnellingen. De gemonteerde 3M-motor werd ook als inbouwmotor aan andere merken verkocht. In 1956 volgde de sportversie, de Astor Lusso Sport. De Alba kreeg ook kettingaandrijving.  Ook verscheen het nieuwe model Ideal, dat bedoeld was voor woon-werkverkeer en een lage instap had zodat het ook voor dames geschikt was. De Ideal had de rolaandrijver van de Tourist. Eind 1956 verscheen ook de Esperia met een staande cilinder en de Unim. een spaarmodel met de Tourist-rolaandrijver. 

## Motorfietsen
Ook in 1956 kwam de lichte, 65cc-motorfiets Itom Tabor op de markt. Ook kwam er een productieracer die door veel privérijders in de wegrace 50 cc-klasse en in bromfietsraces werd ingezet. Hoewel er veel Itom 50cc-productieracers waren, bemoeide het merk zich in het geheel niet met races. De productieracers werden gebouwd door enthousiaste importeurs die zelf voor opvoerkits zorgden.
Eind jaren vijftig verhuisde het bedrijf naar Sant'Ambrogio di Torino om de productiefaciliteiten uit te breiden, waarschijnlijk omdat men de productiemiddelen van het failliete merk Benotto over had genomen, waardoor het ook mogelijk werd kettingaangedreven brom- en motorfietsen te produceren. Tot 1960 bleven de bestaande modellen vrijwel ongewijzigd in productie. 
In 1969 verscheen een crossversie met de typenaam Sirio en in 1970 kwam er een nieuwe versie van de Astor. In 1973 werd de productie van eigen motorblokken gestaakt en kocht men Franco Morini-inbouwmotoren om de machines aan te drijven. In hetzelfde jaar verscheen er ook een crossmodel met een Zündapp-motor. In 1975 werd de hele productie gestaakt. In 2010 kreeg de weg naar de voormalige fabriek "Via Itom" genoemd. 